# Monumenti funerari di piazza del Corso
Il complesso funerario di Piazza del Corso è un'area archeologica urbana che sorge nel pieno centro di Nocera Inferiore lungo la via che conduceva da Nuceria Alfaterna a Stabia, tra l'attuale corso Vittorio Emanuele e la chiesa di San Matteo.

## L'area archeologica
Negli anni Novanta del secolo scorso, durante una serie di controlli da parte della Soprintendenza per i Beni Archeologici di Salerno dovuti alla demolizione e allo sbancamento di alcuni edifici danneggiati dal terremoto del 1980,  emersero una serie di testimonianze archeologiche di rilevanza storica.
I lavori interessarono una vasta superficie compresa tra il corso Vittorio Emanuele II e le vie Papa Giovanni XXIII e Garibaldi. Il successivo scavo restò delimitato ad una zona vicina alla chiesa di San Matteo Apostolo.
L'indagine ha accertato la presenza di una strada che si sviluppava in direzione Est-Oves identificata come un tratto della Nuceria-Stabias, la via che da Nuceria portava a Stabia. L'area compresa tra la strada e la chiesa di San Matteo presentava edifici di varia natura, inquadrabili in un arco cronologico compreso tra la fine del II secolo a.C. ed il V secolo d.C.. A nord dell'arteria sono emersi i resti di  una villa rustica di II secolo a.C. (parzialmente obliterata dalla chiesa) e di una necropoli a cappuccina. In età repubblicana, l'area ha ospitato un edificio sacro di cui resta una piattaforma rettangolare a blocchi squadrati. Nel III secolo d.C., nel recinto di un piccolo tempio pagano, un veterano della Legione Gemina, forse convertito al cristianesimo, costruì la sua tomba di famiglia. La presenza della chiesa di San Matteo evidenzierebbe la presenza di un ponte. Tale chiesa è nota, infatti alle fonti come San Matteo de Archiponticulo (letteralmente "al ponte vecchio"). Di solito vicino ai ponti erano sempre posti piccoli luoghi di culto. Dalla documentazione esistente la strada Nuceria-Stabias incontrava un ponte per poter oltrepassare un corso d'acqua che ne interrompeva il tracciato antico: al di sotto del ponte venivano gettate le offerte votive in omaggio alla divinità che proteggeva l'attraversamento. La presenza del ponte, la cui divinità protettrice era Giano bifronte, è stata messa in relazione con la costruzione della chiesa dedicata a San Matteo, per la tradizione popolare il "Santo con due facce".